# Холокост в Кобринском районе
Холокост в Ко́бринском районе — систематическое преследование и уничтожение евреев на территории Кобринского района Брестской области оккупационными властями нацистской Германии и коллаборационистами в 1941—1944 годах во время Второй мировой войны, в рамках политики «Окончательного решения еврейского вопроса» — составная часть Холокоста в Белоруссии и Катастрофы европейского еврейства.

## Геноцид евреев в районе
Кобринский район был полностью оккупирован немецкими войсками в июле 1941 года, и оккупация продлилась три года — до июля 1944 года. Нацисты включили Кобринский район в состав территории, административно отнесённой в состав Пинской округи генерального округа Волынь-Подолия рейхскомиссариата Украина. Вся полнота власти в районе принадлежала зондерфюреру — немецкому шефу района, который подчинялся руководителю округи — гебитскомиссару. Во всех крупных деревнях района были созданы районные (волостные) управы и полицейские гарнизоны большей частью из украинских коллаборационистов.
Для осуществления политики геноцида и проведения карательных операций сразу вслед за войсками в район прибыли карательные подразделения войск СС, айнзатцгруппы, зондеркоманды, тайная полевая полиция (ГФП), полиция безопасности и СД, жандармерия и гестапо.
Оккупационные власти запретили евреям снимать желтые латы или шестиконечные звезды (опознавательные знаки на верхней одежде), выходить из гетто без специального разрешения, менять место проживания и квартиру внутри гетто, ходить по тротуарам, пользоваться общественным транспортом, находиться на территории парков и общественных мест, посещать школы, врачам-евреям запретили частную практику.
Одновременно с оккупацией нацисты и их приспешники начали поголовное уничтожение евреев. «Акции» (таким эвфемизмом гитлеровцы называли организованные ими массовые убийства) повторялись множество раз во многих местах. В тех населенных пунктах, где евреев убили не сразу, их содержали в условиях гетто вплоть до полного уничтожения, используя на тяжелых и грязных принудительных работах, от чего многие узники умерли от непосильных нагрузок в условиях постоянного голода и отсутствия медицинской помощи. Руководил убийствами евреев в районе начальник местного СД Пичман.
Осуществляя политику юденфрай, нацисты прилагали любые усилия для выискивания, поимки и убийства даже отдельных евреев. Некоторые из этих случаев задокументированы — например, были выслежены и убиты 3 еврея у деревни Закалнечье, 3 еврея у деревни Болота, 2 еврея у дороги Хабовичи-Кобрин.
Весной 1944 года немцы, пытаясь скрыть доказательства своих преступлений, заставляли военнопленных раскапывать могилы убитых евреев у Дивинского шоссе и сжигать их останки. Это продолжалось несколько недель, после чего военнопленных тоже убили и сожгли.
За время оккупации практически все евреи Кобринского района были убиты, а немногие спасшиеся в большинстве воевали впоследствии в партизанских отрядах.
Самые массовые убийстава евреев в районе произошли в Кобрине, деревнях Дивин, Городец (269 человек), Патрики (200 человек), Повитье (57 человек), Именин (180 человек) и других.

## Гетто

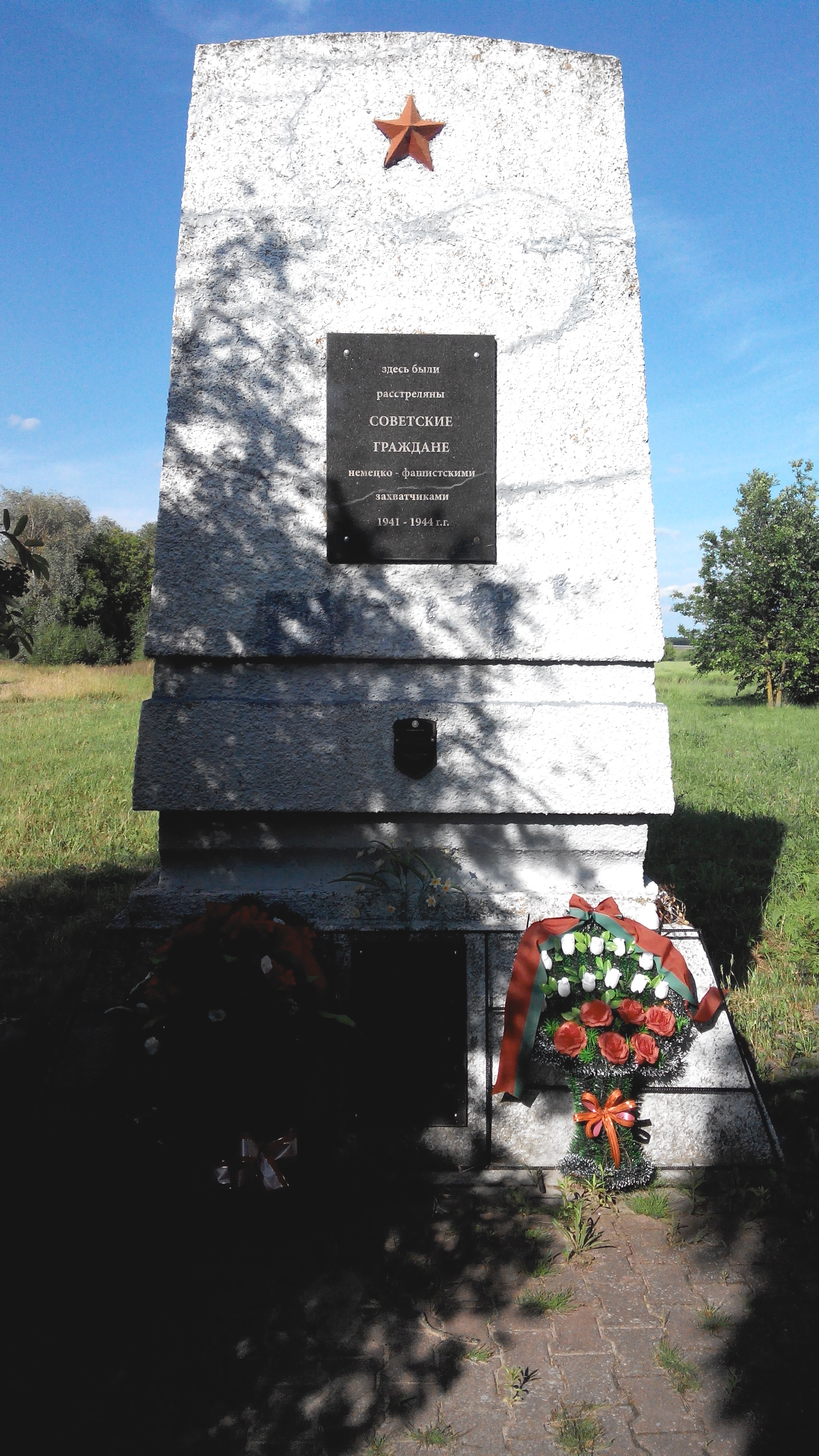
Памятник евреям Кобрина, убитым во время Холокоста

Реализуя нацистскую программу уничтожения евреев, немцы создавали гетто почти во всех городах и населённых пунктах Беларуси, где проживало еврейское население. Так и в Кобринском районе оккупанты создали 4 гетто.

### Городец
Гетто в деревне Городец было уничтожено в 1942 году. Евреев заставили носить нашитые жёлтые звезды и использовали на принудительных работах. 26 июля 1942 года были убиты все оставшиеся 269 евреев.
В 2005 году родственниками убитых на месте массового убийства был установлен памятник — на окраине деревни, в районе начала улицы Гагарина.

### Дивин
Дивин был захвачен 24 июня 1941 года, и оккупация продлилась 3 года и 1 месяц — до 21 июля 1944 года.
Дивинское гетто было организовано в октябре 1941 года. В конце лета 1942 года (осенью 1941 года) были замучены и убиты последние 1450 евреев.
В 1951 году на месте их захоронения на территории завода металлических изделий установлен памятник.

### Кобрин (2)
В двух Кобринских гетто (август 1941 — 14 октября 1942) были убиты около 3500 евреев.

## Случаи спасения и «Праведники народов мира»
В Кобринском районе три человека были удостоены почетного звания «Праведник народов мира» от израильского мемориального института «Яд Вашем» «в знак глубочайшей признательности за помощь, оказанную еврейскому народу в годы Второй мировой войны»:
- Чирук (Марчук) Ольга — за спасение Полевой Раисы в деревне Батчи[28].
- Назарук Анна и Иосиф — за спасение Гольдфарб Хинки в деревне Ляхчицы[29].

## Память
Опубликованы неполные списки жертв геноцида евреев в Кобринском районе.
Памятники убитым евреям района установлены в Городце, в Дивине, у Дивинского шоссе на месте расстрелов, в Кобрине.